# Stefano Mottola
Stefano Mottola, en italiensk astronom.
Minor Planet Center listar honom som S. Mottola och som upptäckare av 6 asteroider.
1997 upptäckte han tillsammans med Gerhard Hahn och P. Pravec en måne kring asteroiden 3671 Dionysus.
Asteroiden 5388 Mottola är uppkallad efter honom.

## Asteroid upptäckt av Stefano Mottola
| 8214 Mirellalilli                                                               | 29 mars 1995      |
| (11975) 1995 FA1 [A]                                                            | 31 mars 1995      |
| 27865 Ludgerfroebel [A]                                                         | 30 mars 1995      |
| (96257) 1995 JE                                                                 | 3 maj 1995        |
| (202907) 1996 RH1 [B]                                                           | 4 september 1996  |
| (501105) 2013 SA87 [C]                                                          | 23 september 2013 |
| Upptäckt tillsammans med: A Eberhard Koldewey B Uri Carsenty B Stephan Hellmich |                   |